# Fairbank
Fairbank és una població dels Estats Units a l'estat d'Iowa. Segons el cens del 2000 tenia 1.041 habitants.

## Demografia
Segons el cens del 2000, Fairbank tenia 1.041 habitants, 418 habitatges, i 290 famílies. La densitat de població era de 681,2 habitants/km².
Dels 418 habitatges en un 34,2% hi vivien nens de menys de 18 anys, en un 58,9% hi vivien parelles casades, en un 7,2% dones solteres, i en un 30,6% no eren unitats familiars. En el 26,8% dels habitatges hi vivien persones soles el 13,9% de les quals corresponia a persones de 65 anys o més que vivien soles. El nombre mitjà de persones vivint en cada habitatge era de 2,49 i el nombre mitjà de persones que vivien en cada família era de 3,03.
Per edats la població es repartia de la següent manera: un 28,1% tenia menys de 18 anys, un 6,9% entre 18 i 24, un 28,3% entre 25 i 44, un 21,8% de 45 a 60 i un 14,8% 65 anys o més.
L'edat mediana era de 37 anys. Per cada 100 dones de 18 o més anys hi havia 87,9 homes.
La renda mediana per habitatge era de 36.900 $ i la renda mediana per família de 43.654 $. Els homes tenien una renda mediana de 31.000 $ mentre que les dones 23.333 $. La renda per capita de la població era de 17.262 $. Entorn del 4,9% de les famílies i el 8,9% de la població estaven per davall del llindar de pobresa.

## Poblacions més properes
El següent diagrama mostra les poblacions més properes.